# نبرد ویسایا
نبرد ویسایا (انگلیسی: Battle of the Visayas) یکی از نبردهای جنگ اقیانوس آرام بود.